# Офіцери (фільм)
«Офіцери» (рос. «Офицеры») — радянський чорно-білий художній фільм, поставлений на Центральної кіностудії дитячих і юнацьких фільмів імені М. Горького в 1971 році режисером Володимиром Роговим за однойменною повістю Бориса Васильєва. Прем'єра кінокартини в СРСР відбулася 26 липня 1971. У прокаті фільм зібрав близько 53,4 млн глядачів.

## Сюжет
Події, показані у фільмі, відбуваються приблизно з початку 1920-х і до кінця 1960-х років. Громадянська війна в Росії, після закінчення військового училища Олексій Трофімов направлений для проходження служби в далекий середньоазіатський гарнізон. Туди він прибуває зі своєю молодою дружиною Любою. Трофімов знайомиться з таким же молодим командиром — Іваном Вараввою. Разом вони беруть участь в розгромі банди басмачів курбаші Могаби-хана.
В дорозі до нового місця служби у Олексія народжується син, названий на честь загиблого командира Єгором. Далі шляхи друзів розходяться. Варавва відправляється вчитися у військову академію, пізніше потрапляє у Китай, де під виглядом китайського офіцера зустрічається з Олексієм, який прибув до Китаю як військовий радник…

## У ролях
- Аліна Покровська — Любов Трофімова
- Георгій Юматов — Олексій Трофімов
- Василь Лановий — Іван Варавва
- Андрій Анісімов — Єгор Трофімов у дитинстві
- Олександр Воєводін — Єгор Трофімов
- Наталія Ричагова — Марія Бєлкіна, кохана Єгора
- Андрій Громов — Іван Георгійович Трофімов, суворовець, онук Люби та Олексія
- Євген Весник — фельдшер
- Муза Крєпкогорська — Ганна Василівна, мама Маші